# Byron Stevenson
Byron Stevenson, né le 7 septembre 1956 à Llanelli et mort le 6 septembre 2007, était un footballeur international gallois évoluant au poste de milieu de terrain.

## Carrière en club
Formé à Leeds, il est prcogrammé pour être le successeur de Norman Hunter au milieu de terrain. Il fait ses débuts en équipe première le 1er avril 1975. Dans l'attente de cette succession, il poursuit son apprentissage en occupant tous les postes au milieu de terrain et même parfois au centre de la défense dans l'équipe première de Leeds entre 1975 et 1981. Il y joue 110 matchs officiels dont deux en coupe d'Europe lors de la saison 1979-1980 et 95 en Division 1 (4 buts). Il marque également un but lors d'un match de Coupe de la Ligue en 1979-1980.
Il est transféré à Birmingham City le 1er mars 1982 puis rejoint Bristol Rovers le 1er juillet 1985 avant de mettre un terme à sa carrière à la fin de la saison 1985-1986. Il n'a que 29 ans de nombreuses offres de contrat possibles, mais les blessures à répétition lors de ses dernières saisons l'ont affecté moralement et physiquement.

## Carrière internationale
Il honore sa première sélection en équipe A du Pays de Galles le 19 mai 1978. Il écope d'un carton rouge et d'une interdiction de plusieurs matchs internationaux lors d'un match en Turquie le 21 novembre 1979 où il casse la jambe de Buyak Mustafa.
Il connait sa dernière sélection en 1982 face à l'équipe de France et il échange son maillot avec Michel Platini à l'issue de cette partie.